# Richard Groenendijk
Richard Groenendijk (Dirksland, 24 september 1972) is een Nederlands cabaretier, presentator en tekstschrijver. Hij presenteerde onder andere het tv-programma De Jopie Parlevliet Show en was panellid in het televisieprogramma Wie ben ik?

## Biografie
Groenendijk werd geboren in Dirksland waar hij tot zijn achttiende opgroeide. Hij zat op een lagere land- en tuinbouwschool. Toen verhuisde hij naar Rotterdam, waar hij communicatiekunde studeerde.
Hij trouwde in juli 2019 met de man met wie hij toen al acht jaar een relatie had.

## Soloprogramma's
- Mind the Gap (1998)
- Gluur (1999)
- Nep (2001)
- Ego (2003)
- De Adem van de Nachtchinees (2005)
- Na de Wedstrijd (2007/2009)
- Terug bij af (2009/2010)
- Alle Dagen (2011-2013)
- Met de mantel der liefde (2014-2016)
- Midden in de winternacht (2016)
- Om alles! (2017-2019)
- Tebbie nou op je muil? (2020-2021)
- Voor iedereen beter (2022-2024)

Op 11 november 2020, de elfde van de elfde, bracht Groenendijk zijn eigen carnavalsnummer uit onder de naam van zijn personage Jopie Parlevliet getiteld Tebbie nou op je muil?! De melodie is van de single van Raffaella Carrà getiteld A far l'amore comincia tu. Het nummer was oorspronkelijk bedoeld als openingsnummer van zijn theatershow. Tijdens de try-outs gingen filmpjes van het nummer viraal op sociale media, wat Groenendijk deed besluiten het nummer officieel uit te brengen. Op 8 februari 2021 bracht hij eveneens onder de naam van zijn personage Jopie Parlevliet als knipoog naar het corona-vaccinatieprogramma de single Spuitje d'r in, Spuitje d'r uit uit. De melodie van de carnavalskraker Puntje d'r in, Puntje d'r uit van de Slijpers.

## Theater overig
- Liedjes van Toon (hommagetour) 2006/2007, solist
- Les Miserables (musical) 2008/2009, alternate Thenardier
- Hairspray (musical) 2009/2010, alternate Edna Turnblad
- Rocky over the Rainbow (musical) 2010/2011, verteller
- Herinnert U Zich Deze Nog?! (musical) 2010/2010, hoofdrol
- Yab Yum 2012/2013, hoofdrol

Groenendijk heeft meegewerkt aan onder andere La Bloemen's Licht-In-Donkere-Dagen Kerst-Bal (met Karin Bloemen, Berget Lewis en anderen). In 2006 is hij begonnen met het theaterprogramma Liedjes van Toon, een muzikale ode aan Toon Hermans, samen met Lone van Roosendaal en Ellen Evers. 

## Televisie
Groenendijk heeft ook televisiewerk gedaan, waaronder het programma Terrazzo, dat hij presenteerde samen met Mylène d'Anjou. Hij was panellid van Ook dat nog!, speelde een gastrol in Baantjer in 2003 (de rol van Roy, eigenaar van een coffeeshop), deed in 2006 mee aan het televisieprogramma Wie is de Mol? en speelde in datzelfde jaar een gastrol als 'Harm met de Harp' in Toen was geluk heel gewoon. In 2007 deed hij met onder anderen Simone Kleinsma, Willeke Alberti, Lenette van Dongen, Dieter Troubleyn, Joke Bruijs en Carlo Boszhard mee aan de hommage aan Robert Long in het Nieuwe Luxor in Rotterdam. Hier zong hij twee liedjes: Vader op een fiets en Hé. Datzelfde jaar speelde hij een gastrol in Voetbalvrouwen, als stylist Ruben.
In 2008 speelde hij een kleine rol in de bioscoopfilm Sinterklaas en het Geheim van het Grote Boek van regisseur Martijn van Nellestijn. In 2012 was hij te zien in Kanniewaarzijn, waarin hij verschillende typetjes speelt.
In het tiende seizoen van Ranking the Stars, dat is uitgezonden in 2013, was Groenendijk een van de tien sterren. Aanvankelijk zou hij maar een paar afleveringen meedoen, maar omdat hij een van de smaakmakers bleek werd hij vast panellid vanaf het elfde seizoen. Groenendijk was uiteindelijk van 2013 tot en met 2018 in het programma te zien. Eind 2019 was hij nog eenmalig als panellid te zien in de speciale aflevering van Ranking the Stars dat binnen de oudejaarsaflevering van het programma Paul pakt uit! werd uitgezonden. In 2025 keerde Groenendijk terug als pannelid in het programma.
Vanaf 31 augustus 2013 was Groenendijk te zien in het vernieuwde RTL 4-programma Wie ben ik? ook als vast panellid. Ook was hij vanaf 19 oktober 2013 te zien als vaste tafelgast in het RTL 4-programma Volgende Week. In het voorjaar van 2014 was hij samen met Marc-Marie Huijbregts te zien als teamleiders in het programma Het zijn net mensen op RTL 4. Vanaf 30 mei 2015 had Richard zijn eigen show bij RTL 4, De Jopie Parlevliet Show. Hierin ontving Groenendijk gasten, verkleed als de Rotterdamse diva Jopie Parlevliet. Dit personage komt voort uit Groenendijks theatershows. In 2017 was hij te zien in het SBS6-programma Wat vindt Nederland? als vaste teamcaptain en in de dramaserie De 12 van Oldenheim als Felix. Verder presenteerde Groenendijk in 2017 de vierdelige tv-documentaire 100 jaar Sonneveld op AVROTROS. In 2016 en 2020 speelde Groenendijk een gastrol in het persiflageprogramma De TV Kantine.
Ook is hij stemacteur voor films, zoals Finding Dory waarin hij de stem van Rudder is en Inside Out waarin hij de stem van Angst is. Ook in Ralph Breaks the Internet (2018) deed Groenendijk een stem: die van J.P. Spamley.
In 2020 speelde hij een gastrol als antiquair in "Museum", aflevering 9 van seizoen 14 van Flikken Maastricht.
In juli 2020 debuteerde hij als quizmaster met Hard Spel bij de publieke omroep.
In 2020 deed hij mee tijdens de oud-en-nieuweditie van The Masked Singer als de Oliebol. In 2022 was Groenendijk te zien als panellid in Secret Duets, Dit Is Mijn Huis en De Nationale 2022 Test. Ook deed hij dat jaar mee aan Onmogelijke duetten.
Vanaf september 2023 is Groenendijk teamcaptain in het SBS6-programma Ik hou van Holland. In het najaar van 2024 was Groenendijk als gastpanellid te zien in het RTL 4-programma DNA Singers. In datzelfde jaar deed hij mee aan het RTL 4-programma Oh, wat een jaar!.
In 2024 was Groenendijk te zien als teamcaptain in de quiz Onderaan de streep. In datzelfde jaar deed hij als dragqueen mee aan de oudejaarsspecial van het RTL 4-programma Make Up Your Mind. In 2025 keerde Groenedijk na jaren weer terug als panellid in het televisieprogramma Ranking the Stars. In datzelfde jaar was hij te gast in het televisieprogramma De Reünie.
In 2025 vertolkte Groenendijk de rol van Pontius Pilatus in The Passion.

## Film
- 2008: Sinterklaas en het Geheim van het Grote Boek, als arts
- 2009: Sinterklaas en de Verdwenen Pakjesboot, als arts op vakantie
- 2015: Sneeuwwitje en de zeven kleine mensen, als klein mensje
- 2022: De Grote Sinterklaasfilm: Gespuis in de speelgoedkluis, als Peer[6]
- 2022: Casa Coco, als Ronald
- 2022: Ome Cor, als zichzelf
- 2025: Bad Boa's, als sandwich-kar eigenaar

### Stemrollen
- 2015: Binnenstebuiten, als Angst
- 2016: Finding Dory, als Rudder
- 2016: Sing, als Norman
- 2018: Ralph Ramt Het Internet, als J.P. Spamley
- 2018: De Fabeltjeskrant: De Grote Dierenbos-spelen, als Ed en Willem Bever
- 2020: 100% Wolf, als Foxwell Cripp
- 2022: Sing 2, als Norman
- 2024: Binnenstebuiten 2, als Angst
- 2024: Droom Producties, als Angst

## Discografie

### Singles
| Single met eventuele hitnotering(en) in de Nederlandse Top 40 | Datum van verschijnen | Datum van binnenkomst | Hoogste positie | Aantal weken | Opmerkingen          |
| ------------------------------------------------------------- | --------------------- | --------------------- | --------------- | ------------ | -------------------- |
| Tebbie nou op je muil?!                                       | 2020                  | 21-11-2020            | tip3            |              | als Jopie Parlevliet |

## Prijzen
- Poelifinario Cabaretprijs, 2012 - Alle Dagen
- Gouden Mossel, 2015
- Poelifinario Cabaretprijs Categorie Entertainment, 2022 - Voor Iedereen Beter